# Ylenia Scapin
Ylenia Scapin (* 8. Januar 1975 in Bozen) ist eine ehemalige italienische Judoka.

## Lebenslauf und Erfolge
Bereits mit sechs Jahren begann Ylenia  Scapin mit dem Judo. Ihre ersten Erfolge errang sie bei den italienischen Jugendspielen Giochi della Gioventù und bei der Jugendolympiade 1990 in Brüssel sowie später mit Bronze bei der Junioren-Weltmeisterschaft.
Ylenia Scapin kämpfte in der Klasse bis 72 kg. Nach den Olympischen Spielen 1996 in Atlanta wechselte sie in die Klasse bis 70 kg. Bei den Olympischen Spielen gewann die Südtirolerin zweimal die Bronzemedaille: 1996  in  Atlanta in der Klasse bis 72 kg und im Jahr 2000 in Sydney in der Klasse bis 70 kg. Bei den Olympischen Spielen 2008 in Athen scheiterte sie bereits in der ersten Runde.
Auch bei den Weltmeisterschaften gewann sie zweimal Bronze und zwar 1999 in Birmingham und 2007 in Rio de Janeiro. 2008 in Lissabon wurde sie Europameisterin; bei den Europameisterschaften 1999 und 2005 gewann sie Silber, 1998, 2000, 2001, 2003 und 2006 Bronze. Außerdem gewann sie die Goldmedaille bei den Mittelmeerspielen 2001 und bei den Militär-Weltmeisterschaften 2003.
2009 erklärte Ylenia Scapin den Rücktritt vom aktiven Sport, als sie Mutter wurde.